# Décès en février 2020
Décès
- 2016
- 2017
- 2018
- 2019
- 2020
- 2021
- 2022
- 2023
- 2024

Pour une information complémentaire, voir la page d'aide.

| Date        | Nom                     | Pays                                                  | Activités                                                                                        | Âge | Source |
| ----------- | ----------------------- | ----------------------------------------------------- | ------------------------------------------------------------------------------------------------ | --- | ------ |
| 1er février | Péter Andorai           | Drapeau de la Hongrie                                 | Acteur hongrois.                                                                                 | 71  | (hu)   |
| 1er février | Ilie Bărbulescu         | Drapeau de la Roumanie                                | Footballeur roumain.                                                                             | 62  | (en)   |
| 1er février | Andy Gill               | Drapeau du Royaume-Uni                                | Guitariste et auteur-compositeur de post-punk britannique.                                       | 64  | (en)   |
| 1er février | Roger D. Landry         | Drapeau du Canada                                     | Homme d'affaires canadien.                                                                       | 86  |        |
| 1er février | Peter Serkin            | Drapeau des États-Unis                                | Pianiste américain.                                                                              | 72  | (en)   |
| 2 février   | Peter Aluma             | Drapeau du Nigeria                                    | Basketteur nigérian.                                                                             | 46  | (en)   |
| 2 février   | Claire Clouzot          | Drapeau de la France                                  | Journaliste et réalisatrice française.                                                           | 86  |        |
| 2 février   | Simon Coencas           | Drapeau de la France                                  | Codécouvreur français de la grotte de Lascaux.                                                   | 93  |        |
| 2 février   | Bernard Ebbers          | Drapeau des États-Unis                                | Homme d'affaires américain.                                                                      | 78  | (en)   |
| 2 février   | Mike Hoare              | Drapeau de l'Irlande                                  | Mercenaire, militaire et écrivain irlandais.                                                     | 100 | (en)   |
| 2 février   | Valentin Ianine         | Drapeau de la Russie                                  | Historien et archéologue soviétique puis russe.                                                  | 90  | (en)   |
| 2 février   | Ivan Král               | Drapeau de la Tchéquie                                | Compositeur tchécoslovaque puis tchèque.                                                         | 71  | (en)   |
| 2 février   | Mike Moore              | Drapeau de la Nouvelle-Zélande                        | Homme d'État néo-zélandais.                                                                      | 71  | (en)   |
| 2 février   | Ryszard Olszewski       | Drapeau de la Pologne                                 | Basketteur polonais.                                                                             | 87  | (pl)   |
| 3 février   | Philippe Adamov         | Drapeau de la France                                  | Illustrateur et auteur de bande dessinée français.                                               | 63  |        |
| 3 février   | Johnny Bumphus          | Drapeau des États-Unis                                | Boxeur américain.                                                                                | 59  | (en)   |
| 3 février   | Valentyna Chevtchenko   | Drapeau de l'Ukraine                                  | Femme politique soviétique puis ukrainienne.                                                     | 84  | (ru)   |
| 3 février   | David Kessler           | Drapeau de la France                                  | Haut fonctionnaire français, dirigeant de France Culture (2005-2008).                            | 60  |        |
| 3 février   | William John McNaughton | Drapeau des États-Unis                                | Évêque catholique américain.                                                                     | 93  | (en)   |
| 3 février   | Gene Reynolds           | Drapeau des États-Unis                                | Réalisateur, acteur, producteur et scénariste américain.                                         | 96  | (en)   |
| 3 février   | George Steiner          | Drapeau des États-Unis                                | Écrivain anglo-franco-américain.                                                                 | 90  | (en)   |
| 3 février   | Willie Wood             | Drapeau des États-Unis                                | Joueur américain de football américain.                                                          | 83  | (en)   |
| 4 février   | Giancarlo Bergamini     | Drapeau de l'Italie                                   | Escrimeur italien, champion et médaillé d'argent olympique (1952, 1956).                         | 93  | (it)   |
| 4 février   | Edward Kamau Brathwaite | Drapeau de la Barbade                                 | Poète et universitaire barbadien.                                                                | 89  | (en)   |
| 4 février   | José Luis Cuerda        | Drapeau de l'Espagne                                  | Réalisateur, scénariste, acteur et producteur de cinéma espagnol.                                | 72  | (es)   |
| 4 février   | Marie-Fanny Gournay     | Drapeau de la France                                  | Femme politique française.                                                                       | 93  |        |
| 4 février   | Abadi Hadis             | Drapeau de l'Éthiopie                                 | Athlète de fond éthiopien.                                                                       | 22  | (en)   |
| 4 février   | Terry Hands             | Drapeau du Royaume-Uni                                | Metteur en scène britannique.                                                                    | 79  | (en)   |
| 4 février   | Peter Hogg              | Drapeau du Canada                                     | Avocat canadien.                                                                                 | 80  | (en)   |
| 4 février   | Volodymyr Inozemtsev    | Drapeau de l'Ukraine                                  | Athlète de triple-saut soviétique puis ukrainien.                                                | 55  | (uk)   |
| 4 février   | Volker David Kirchner   | Drapeau de l'Allemagne                                | Compositeur allemand.                                                                            | 77  | (de)   |
| 4 février   | Nadia Lutfi             | Drapeau de l'Égypte                                   | Actrice égyptienne.                                                                              | 83  |        |
| 4 février   | Donatien Mavoungou      | Drapeau du Gabon                                      | Médecin, professeur et chercheur gabonais.                                                       | 72  |        |
| 4 février   | Zwy Milshtein           | Drapeau de la France                                  | Peintre français.                                                                                | 85  |        |
| 4 février   | Gianni Minervini        | Drapeau de l'Italie                                   | Acteur et producteur de cinéma italien.                                                          | 91  | (it)   |
| 4 février   | Daniel arap Moi         | Drapeau du Kenya                                      | Homme d'État kényan.                                                                             | 95  |        |
| 4 février   | Ljiljana Petrović       | Drapeau de la Serbie                                  | Chanteuse yougoslave puis serbe.                                                                 | 81  | (sr)   |
| 4 février   | Benito Sarti            | Drapeau de l'Italie                                   | Footballeur italien.                                                                             | 83  | (it)   |
| 4 février   | Aleksandr Skvortsov     | Drapeau de la Russie                                  | Joueur de hockey sur glace soviétique, champion et médaillé d'argent olympique (1980, 1984).     | 65  | (en)   |
| 5 février   | Diane Cailhier          | Drapeau du Canada                                     | Scénariste et cinéaste canadienne.                                                               | 73  |        |
| 5 février   | Stanley Cohen           | Drapeau des États-Unis                                | Biologiste américain.                                                                            | 97  | (en)   |
| 5 février   | Kevin Conway            | Drapeau des États-Unis                                | Acteur et réalisateur américain.                                                                 | 77  | (en)   |
| 5 février   | Kirk Douglas            | Drapeau des États-Unis                                | Acteur, producteur et réalisateur américain.                                                     | 103 | (en)   |
| 5 février   | Yves Pouliquen          | Drapeau de la France                                  | Médecin ophtalmologue français.                                                                  | 88  |        |
| 5 février   | Aline Dallier-Popper    | Drapeau de la France                                  | Historienne de l'art française.                                                                  | 92  | --     |
| 6 février   | Raphaël Coleman         | Drapeau du Royaume-Uni                                | Acteur et militant écologiste britannique.                                                       | 25  |        |
| 6 février   | Roger Kahn              | Drapeau des États-Unis                                | Journaliste et essayiste américain.                                                              | 92  | (en)   |
| 6 février   | Jan Liberda             | Drapeau de la Pologne                                 | Footballeur polonais.                                                                            | 83  | (pl)   |
| 6 février   | Bruno Léchevin          | Drapeau de la France                                  | Syndicaliste français.                                                                           | 68  |        |
| 6 février   | Nello Santi             | Drapeau de l'Italie                                   | Chef d'orchestre italien.                                                                        | 88  | (en)   |
| 6 février   | Krishna Baldev Vaid     | Drapeau de l'Inde                                     | Écrivain, romancier, essayiste, diariste et dramaturge indien.                                   | 92  |        |
| 6 février   | Jhon Jairo Velásquez    | Drapeau de la Colombie                                | Tueur à gages colombien.                                                                         | 57  |        |
| 7 février   | Orson Bean              | Drapeau des États-Unis                                | Acteur américain.                                                                                | 91  |        |
| 7 février   | Brian Glennie           | Drapeau du Canada                                     | Hockeyeur sur glace canadien, médaillé de bronze aux Jeux olympiques d'hiver de 1968.            | 73  | (en)   |
| 7 février   | Mary Griffith           | Drapeau des États-Unis                                | Militante américaine pour les droits des homosexuels.                                            | 85  | (en)   |
| 7 février   | Pierre Guyotat          | Drapeau de la France                                  | Écrivain et dramaturge français.                                                                 | 80  |        |
| 7 février   | Nexhmije Pagarusha      | Drapeau de l'Albanie                                  | Chanteuse et actrice albanaise.                                                                  | 86  | (en)   |
| 7 février   | Larry Popein            | Drapeau du Canada                                     | Joueur puis entraîneur canadien de hockey sur glace.                                             | 89  | (en)   |
| 7 février   | Ann E. Todd             | Drapeau des États-Unis                                | Actrice américaine.                                                                              | 88  | (en)   |
| 7 février   | Li Wenliang             | Drapeau de la République populaire de Chine           | Ophtalmologue chinois.                                                                           | 34  | (en)   |
| 8 février   | Robert Conrad           | Drapeau des États-Unis                                | Acteur américain.                                                                                | 84  | (en)   |
| 8 février   | Jacques Cuinières       | Drapeau de la France                                  | Journaliste et photographe français.                                                             | 77  |        |
| 8 février   | Maurice Girardot        | Drapeau de la France                                  | Joueur français de basket-ball, médaillé d'argent aux Jeux olympiques d'été de 1948.             | 98  |        |
| 8 février   | Paula Kelly             | Drapeau des États-Unis                                | Actrice et danseuse américaine.                                                                  | 77  | (en)   |
| 8 février   | Robert Massin           | Drapeau de la France                                  | Graphiste français.                                                                              | 94  |        |
| 8 février   | Volker Spengler         | Drapeau de l'Allemagne                                | Acteur allemand.                                                                                 | 80  | (de)   |
| 9 février   | Abdel Aziz El Mubarak   | Drapeau du Soudan                                     | Chanteur de folk-reggae soudanais.                                                               | 68  |        |
| 9 février   | Jean Fournet-Fayard     | Drapeau de la France                                  | Joueur puis dirigeant français de football.                                                      | 88  |        |
| 9 février   | Mirella Freni           | Drapeau de l'Italie                                   | Soprano italienne.                                                                               | 84  |        |
| 9 février   | Enrique Marin           | Drapeau de l'Espagne                                  | Peintre, graveur et céramiste espagnol.                                                          | 84  |        |
| 9 février   | Bill Robinson           | Drapeau du Canada                                     | Joueur canadien de basket-ball.                                                                  | 71  | (en)   |
| 9 février   | Sergueï Slonimski       | Drapeau de la Russie                                  | Compositeur et pianiste russe.                                                                   | 87  | (ru)   |
| 10 février  | Saïd Amara              | Drapeau de la Tunisie                                 | Joueur puis entraîneur tunisien de handball.                                                     | 75  |        |
| 10 février  | Álvaro Barreto          | Drapeau du Portugal                                   | Ingénieur, entrepreneur et homme politique portugais.                                            | 84  |        |
| 10 février  | Claire Bretécher        | Drapeau de la France                                  | Auteure de bande dessinée française.                                                             | 79  |        |
| 10 février  | Lyle Mays               | Drapeau des États-Unis                                | Pianiste américain.                                                                              | 66  | (en)   |
| 10 février  | Marge Redmond           | Drapeau des États-Unis                                | Actrice américaine.                                                                              | 95  | (en)   |
| 10 février  | Pavel Vilikovský        | Drapeau de la Slovaquie                               | Écrivain slovaque.                                                                               | 78  | (en)   |
| 11 février  | François André          | Drapeau de la France                                  | Homme politique français.                                                                        | 52  |        |
| 11 février  | George Coyne            | Drapeau des États-Unis                                | Astronome américain.                                                                             | 87  | (en)   |
| 11 février  | Jean-Pierre Gallet      | Drapeau de la Belgique                                | Journaliste belge.                                                                               | 76  |        |
| 11 février  | Ron Haddrick            | Drapeau de l'Australie                                | Acteur australien.                                                                               | 90  | (en)   |
| 11 février  | Louis-Edmond Hamelin    | Drapeau du Canada                                     | Écrivain, professeur et géographe canadien.                                                      | 96  |        |
| 11 février  | Yasumasa Kanada         | Drapeau du Japon                                      | Mathématicien, professeur d'université, physicien, informaticien et scientifique japonais.       | 70  | (ja)   |
| 11 février  | Jacques Mehler          | Drapeau de la France                                  | Psychologue cognitiviste français.                                                               | 83  | (it)   |
| 11 février  | Ferdinand Ulrich        | Drapeau de l'Allemagne                                | Philosophe allemand.                                                                             | 88  | (de)   |
| 11 février  | Joseph Vilsmaier        | Drapeau de l'Allemagne                                | Réalisateur allemand.                                                                            | 81  | (en)   |
| 11 février  | Marcelino dos Santos    | Drapeau du Mozambique                                 | Homme politique et poète mozambicain.                                                            | 90  | (en)   |
| 12 février  | Christie Blatchford     | Drapeau du Canada                                     | Chroniqueuse de presse et journaliste canadienne.                                                | 68  | (en)   |
| 12 février  | Simone Créantor         | Drapeau de la France                                  | Athlète française.                                                                               | 71  |        |
| 12 février  | Geert Hofstede          | Drapeau des Pays-Bas                                  | Psychologue néerlandais.                                                                         | 91  | (en)   |
| 12 février  | Hubert                  | Drapeau de la France                                  | Coloriste et scénariste de bande dessinée français.                                              | 49  |        |
| 12 février  | Tamás Wichmann          | Drapeau de la Hongrie                                 | Céiste hongrois, médaillé d'argent et de bronze olympique (1968, 1972, 1976).                    | 72  | (hu)   |
| 13 février  | Gilbert Belin           | Drapeau de la France                                  | Sculpteur et homme politique français.                                                           | 92  |        |
| 13 février  | Alexeï Botiane          | Drapeau de la Russie                                  | Espion soviétique, puis russe.                                                                   | 78  | (ru)   |
| 13 février  | Valeri Butenko          | Drapeau de la Russie                                  | Footballeur, entraîneur puis arbitre soviétique, puis russe.                                     | 103 | (en)   |
| 13 février  | Franco Del Prete        | Drapeau de l'Italie                                   | Musicien et batteur italien.                                                                     | 76  | (it)   |
| 13 février  | Christophe Desjardins   | Drapeau de la France                                  | Altiste français.                                                                                | 57  |        |
| 13 février  | Michel Lequenne         | Drapeau de la France                                  | Homme politique et syndicaliste français.                                                        | 98  |        |
| 13 février  | Ralph Mercier           | Drapeau du Canada                                     | Homme politique canadien.                                                                        | 83  |        |
| 13 février  | Karel Neffe             | Drapeau de la Tchéquie                                | Rameur tchécoslovaque, médaillé de bronze aux Jeux olympiques d'été de 1972.                     | 71  | (cs)   |
| 13 février  | Rajendra Kumar Pachauri | Drapeau de l'Inde                                     | Ingénieur et universitaire indien.                                                               | 79  | (en)   |
| 13 février  | Rafael Romero Marchent  | Drapeau de l'Espagne                                  | Acteur, réalisateur et scénariste espagnol.                                                      | 93  | (es)   |
| 13 février  | Yoshisada Sakaguchi     | Drapeau du Japon                                      | Acteur japonais.                                                                                 | 80  | (ja)   |
| 13 février  | Zara Steiner            | Drapeau des États-Unis                                | Historienne et universitaire américaine.                                                         | 91  | (it)   |
| 13 février  | Liliane de Kermadec     | Drapeau de la France                                  | Réalisatrice et scénariste française.                                                            | 91  |        |
| 14 février  | Alwin Brück             | Drapeau de l'Allemagne                                | Homme politique allemand.                                                                        | 88  | (de)   |
| 14 février  | Lynn Cohen              | Drapeau des États-Unis                                | Actrice américaine.                                                                              | 86  | (en)   |
| 14 février  | Jimmy Conway            | Drapeau de l'Irlande                                  | Footballeur puis entraîneur irlandais.                                                           | 73  | (en)   |
| 14 février  | Adama Kouyaté           | Drapeau du Mali                                       | Photographe malien.                                                                              | 92  |        |
| 14 février  | Michel Ragon            | Drapeau de la France                                  | Écrivain, critique d'art et critique littéraire français.                                        | 95  |        |
| 14 février  | John Shrapnel           | Drapeau du Royaume-Uni                                | Acteur britannique.                                                                              | 77  | (en)   |
| 14 février  | Reinbert de Leeuw       | Drapeau des Pays-Bas                                  | Chef d'orchestre, pianiste, compositeur et pédagogue néerlandais.                                | 81  | (de)   |
| 15 février  | Tony Fernández          | Drapeau des États-Unis                                | Joueur de baseball américain.                                                                    | 57  | (en)   |
| 15 février  | Caroline Flack          | Drapeau du Royaume-Uni                                | Animatrice de télévision britannique.                                                            | 40  | (en)   |
| 15 février  | Elena Katsiouba         | Drapeau de la Russie                                  | Écrivaine russe.                                                                                 | 74  | (ru)   |
| 15 février  | Éric Laforge            | Drapeau de la France                                  | Animateur de radio français.                                                                     | 56  |        |
| 15 février  | Vatroslav Mimica        | Drapeau de la Croatie                                 | Réalisateur, acteur et scénariste yougoslave puis croate.                                        | 96  | (hr)   |
| 15 février  | Hilmi Ok                | Drapeau de la Turquie                                 | Footballeur puis arbitre turc.                                                                   | 88  | (tr)   |
| 15 février  | David Sturtevant Ruder  | Drapeau des États-Unis                                | Haut fonctionnaire républicain américain.                                                        | 90  | (en)   |
| 16 février  | Graeme Allwright        | Drapeau de la Nouvelle-Zélande                        | Auteur-compositeur-interprète franco-néo-zélandais.                                              | 93  |        |
| 16 février  | Zoe Caldwell            | Drapeau de l'Australie                                | Actrice australienne.                                                                            | 86  | (en)   |
| 16 février  | Pearl Carl              | Drapeau du Royaume-Uni                                | Chanteuse britannique.                                                                           | 98  | (en)   |
| 16 février  | John Cockett            | Drapeau du Royaume-Uni                                | Joueur de hockey sur gazon britannique, médaillé de bronze aux Jeux olympiques d'été de 1952.    | 92  | (en)   |
| 16 février  | Jason Davis             | Drapeau des États-Unis                                | Acteur américain.                                                                                | 35  | (en)   |
| 16 février  | Harry Gregg             | Drapeau de l'Irlande du Nord (drapeau du Royaume-Uni) | Footballeur nord-irlandais.                                                                      | 87  | (en)   |
| 16 février  | Loek Hollander          | Drapeau des Pays-Bas                                  | Karatéka néerlandais.                                                                            | 81  | (en)   |
| 16 février  | Barry Hulshoff          | Drapeau des Pays-Bas                                  | Footballeur néerlandais.                                                                         | 73  |        |
| 16 février  | Erickson Le Zulu        | Drapeau de la Côte d'Ivoire                           | Disc jockey ivoirien.                                                                            | 41  |        |
| 16 février  | Corinne Lahaye          | Drapeau de la France                                  | Actrice française.                                                                               | 72  |        |
| 16 février  | Kellye Nakahara         | Drapeau des États-Unis                                | Actrice américaine.                                                                              | 72  | (en)   |
| 16 février  | Larry Tesler            | Drapeau des États-Unis                                | Informaticien américain.                                                                         | 74  | (en)   |
| 17 février  | Gueorgui Chenguelaia    | Drapeau de la Géorgie                                 | Acteur, scénariste et réalisateur géorgien.                                                      | 82  | (en)   |
| 17 février  | Jean Clausse            | Drapeau de la France                                  | Athlète français.                                                                                | 83  |        |
| 17 février  | Ja'net DuBois           | Drapeau des États-Unis                                | Actrice américaine.                                                                              | 87  | (en)   |
| 17 février  | Kizito Mihigo           | Drapeau du Rwanda                                     | Chanteur rwandais.                                                                               | 38  |        |
| 17 février  | Charles Portis          | Drapeau des États-Unis                                | Écrivain américain.                                                                              | 86  | (en)   |
| 17 février  | Georges Villeneuve      | Drapeau du Canada                                     | Notaire et homme politique canadien.                                                             | 97  |        |
| 17 février  | Andrew Weatherall       | Drapeau du Royaume-Uni                                | Disc jockey, compositeur et producteur de musique électronique britannique.                      | 56  |        |
| 17 février  | Mickey Wright           | Drapeau des États-Unis                                | Golfeuse américaine.                                                                             | 85  | (en)   |
| 17 février  | Sonja Ziemann           | Drapeau de l'Allemagne                                | Actrice allemande.                                                                               | 94  | (de)   |
| 18 février  | José Bonaparte          | Drapeau de l'Argentine                                | Paléontologue argentin.                                                                          | 91  | (es)   |
| 18 février  | Flavio Bucci            | Drapeau de l'Italie                                   | Acteur italien.                                                                                  | 72  | (it)   |
| 18 février  | Jon Christensen         | Drapeau de la Norvège                                 | Batteur et percussionniste de jazz norvégien.                                                    | 76  | (no)   |
| 18 février  | Colonel Dinar           | Drapeau du Tchad                                      | Acteur et humoriste tchadien.                                                                    | 33  |        |
| 18 février  | Yoshikichi Furui        | Drapeau du Japon                                      | Écrivain japonais.                                                                               | 82  | (de)   |
| 18 février  | Peter Montgomery        | Drapeau des États-Unis                                | Mathématicien américain.                                                                         | 72  | (en)   |
| 18 février  | Ashraf Sinclair         | Drapeau de la Malaisie                                | Acteur anglo-malaisien.                                                                          | 40  | (en)   |
| 18 février  | René Visse              | Drapeau de la France                                  | Homme politique français.                                                                        | 82  |        |
| 19 février  | Lucien Aimé-Blanc       | Drapeau de la France                                  | Commissaire de police français.                                                                  | 84  |        |
| 19 février  | Peter Babando           | Drapeau des États-Unis                                | Hockeyeur sur glace américain.                                                                   | 94  | (en)   |
| 19 février  | Heather Couper          | Drapeau du Royaume-Uni                                | Astronome britannique.                                                                           | 70  | (en)   |
| 19 février  | Jean Daniel             | Drapeau de la France                                  | Journaliste et écrivain français.                                                                | 99  |        |
| 19 février  | Gust Graas              | Drapeau du Luxembourg                                 | Peintre et manager luxembourgeois.                                                               | 95  |        |
| 19 février  | Pop Smoke               | Drapeau des États-Unis                                | Rappeur américain.                                                                               | 20  |        |
| 19 février  | Hector                  | Drapeau de la France                                  | Chanteur français.                                                                               | 73  |        |
| 19 février  | Inesa Kozlovskaya       | Drapeau de la Russie                                  | Psychologue russe.                                                                               | 92  | (ru)   |
| 19 février  | José Mojica Marins      | Drapeau du Brésil                                     | Réalisateur, acteur et scénariste brésilien.                                                     | 83  | (pt)   |
| 19 février  | Fernando Morán          | Drapeau de l'Espagne                                  | Homme politique espagnol.                                                                        | 93  | (es)   |
| 19 février  | Germaine Poliakov       | Drapeau de la France                                  | Enseignante de musique française.                                                                | 101 |        |
| 19 février  | Jack Youngerman         | Drapeau des États-Unis                                | Peintre américain.                                                                               | 93  | (en)   |
| 20 février  | Peter Dreher            | Drapeau de l'Allemagne                                | Peintre allemand.                                                                                | 87  | (de)   |
| 20 février  | Jeanne Evert            | Drapeau des États-Unis                                | Joueuse de tennis américaine.                                                                    | 62  | (en)   |
| 20 février  | Joaquim Pina Moura      | Drapeau du Portugal                                   | Homme politique portugais.                                                                       | 67  | (pt)   |
| 20 février  | Jean-Claude Pecker      | Drapeau de la France                                  | Astrophysicien français.                                                                         | 96  |        |
| 21 février  | Michel Charasse         | Drapeau de la France                                  | Homme politique français.                                                                        | 78  |        |
| 21 février  | Nick Cuti               | Drapeau des États-Unis                                | Romancier et scénariste américain.                                                               | 75  | (en)   |
| 21 février  | Yona Friedman           | Drapeau de la France                                  | Architecte et sociologue français.                                                               | 96  | (en)   |
| 21 février  | Lal Khan                | Drapeau du Pakistan                                   | Militant marxiste pakistanais.                                                                   | 64  | (en)   |
| 21 février  | Phil Maloney            | Drapeau du Canada                                     | Hockeyeur sur glace canadien.                                                                    | 92  | (en)   |
| 21 février  | Tao Porchon-Lynch       | Drapeau des États-Unis                                | Actrice danseuse et mannequin franco-anglo-indo-américaine.                                      | 101 | (en)   |
| 22 février  | James Brown             | Drapeau du Mexique                                    | Peintre, dessinateur et sculpteur américano-mexicain.                                            | 68  | (it)   |
| 22 février  | Kikí Dimoulá            | Drapeau de la Grèce                                   | Poétesse et essayiste grecque.                                                                   | 88  | (el)   |
| 22 février  | Jacques Houplain        | Drapeau de la France                                  | Graveur et peintre français.                                                                     | 99  |        |
| 22 février  | Thich Quang Do          | Drapeau de la République socialiste du Viêt Nam       | Moine bouddhiste vietnamien.                                                                     | 91  | (vi)   |
| 23 février  | Pierre Aubenque         | Drapeau de la France                                  | Philosophe français.                                                                             | 90  |        |
| 23 février  | Hervé Bourges           | Drapeau de l'Algérie                                  | Journaliste et dirigeant de l'audiovisuel franco-algérien.                                       | 86  |        |
| 23 février  | János Göröcs            | Drapeau de la Hongrie                                 | Footballeur puis entraîneur hongrois, médaillé de bronze aux Jeux olympiques d'été de 1960.      | 80  | (hu)   |
| 23 février  | Zoran Modli             | Drapeau de la Serbie                                  | Journaliste, animateur de radio et aviateur yougoslave puis serbe.                               | 71  | (sr)   |
| 24 février  | Baby Peggy              | Drapeau des États-Unis                                | Actrice américaine.                                                                              | 101 | (en)   |
| 24 février  | Ben Cooper              | Drapeau des États-Unis                                | Acteur américain.                                                                                | 86  | (en)   |
| 24 février  | István Csukás           | Drapeau de la Hongrie                                 | Poète, romancier et essayiste hongrois.                                                          | 83  | (en)   |
| 24 février  | Clive Cussler           | Drapeau des États-Unis                                | Romancier et chasseur d'épaves américain.                                                        | 88  | (en)   |
| 24 février  | Don Furner              | Drapeau de l'Australie                                | Joueur puis entraîneur australien de rugby à XIII.                                               | 87  | (en)   |
| 24 février  | Katherine Johnson       | Drapeau des États-Unis                                | Physicienne, mathématicienne et ingénieure spatiale américaine.                                  | 101 | (en)   |
| 24 février  | Jan Kowalczyk           | Drapeau de la Pologne                                 | Cavalier de saut d'obstacles polonais, champion aux Jeux olympiques d'été de 1980.               | 79  | (pl)   |
| 24 février  | Olof Thunberg           | Drapeau de la Suède                                   | Acteur et réalisateur suédois.                                                                   | 94  | (se)   |
| 25 février  | Mario Bunge             | Drapeau de l'Argentine                                | Physicien et philosophe argentin.                                                                | 100 | (es)   |
| 25 février  | Claude Flagel           | Drapeau de la France                                  | Musicien et ethnomusicologue français.                                                           | 87  |        |
| 25 février  | Gabrielle Grandière     | Drapeau de la France                                  | Institutrice française, auteur de la comptine Pirouette Cacahuète.                               | 99  |        |
| 25 février  | Dmitri Iazov            | Drapeau de la Russie                                  | Militaire et homme politique soviétique et ensuite russe.                                        | 95  |        |
| 25 février  | Hosni Moubarak          | Drapeau de l'Égypte                                   | Homme d'État égyptien.                                                                           | 91  |        |
| 25 février  | Satya Nandan            | Drapeau des Fidji                                     | Juriste et diplomate fidjien.                                                                    | 73  | (en)   |
| 25 février  | Bernard Pingaud         | Drapeau de la France                                  | Écrivain français.                                                                               | 96  |        |
| 26 février  | Betsy Byars             | Drapeau des États-Unis                                | Femme de lettres américaine, auteur de littérature d'enfance et de jeunesse.                     | 91  | (en)   |
| 26 février  | Sergueï Dorenski        | Drapeau de la Russie                                  | Pianiste et pédagogue soviétique puis russe.                                                     | 88  | (ru)   |
| 26 février  | Muhamed Filipović       | Drapeau de la Bosnie-Herzégovine                      | Écrivain et philosophe bosnien.                                                                  | 90  | (en)   |
| 26 février  | Isgandar Hamidov        | Drapeau de l'Azerbaïdjan                              | Homme politique soviétique et ensuite azerbaïdjanais.                                            | 71  | (az)   |
| 26 février  | Kazuhisa Hashimoto      | Drapeau du Japon                                      | Inventeur japonais.                                                                              | 61  |        |
| 26 février  | Nexhmije Hoxha          | Drapeau de l'Albanie                                  | Communiste albanaise, veuve d'Enver Hoxha.                                                       | 99  | (en)   |
| 26 février  | Michel Leplay           | Drapeau de la France                                  | Pasteur protestant français.                                                                     | 92  |        |
| 26 février  | Lionel D                | Drapeau de la France                                  | Animateur de radio et rappeur français.                                                          | 60  |        |
| 26 février  | Michael Medwin          | Drapeau du Royaume-Uni                                | Acteur et producteur anglais.                                                                    | 96  | (en)   |
| 26 février  | François Tajan          | Drapeau de la France                                  | Commissaire-priseur français.                                                                    | 57  |        |
| 26 février  | Kóstas Voutsás          | Drapeau de la Grèce                                   | Acteur grec.                                                                                     | 88  | (en)   |
| 27 février  | R. D. Call              | Drapeau des États-Unis                                | Acteur américain.                                                                                | 70  | (en)   |
| 27 février  | Burkhard Driest         | Drapeau de l'Allemagne                                | Acteur allemand.                                                                                 | 80  | (de)   |
| 27 février  | Eugene Dynarski         | Drapeau des États-Unis                                | Acteur américain d'origine polonaise.                                                            | 86  |        |
| 27 février  | Maurice Maillard        | Drapeau de la France                                  | Peintre, graveur et enseignant en arts plastiques français                                       | 73  |        |
| 27 février  | Braian Toledo           | Drapeau de l'Argentine                                | Athlète de lancer de javelot argentin.                                                           | 26  | (en)   |
| 27 février  | Alki Zei                | Drapeau de la Grèce                                   | Romancière grecque.                                                                              | 96  | (el)   |
| 28 février  | Emmanuel Debarre        | Drapeau de la France                                  | Sculpteur français.                                                                              | 71  |        |
| 28 février  | Freeman Dyson           | Drapeau des États-Unis                                | Physicien théoricien et mathématicien britanno-américain.                                        | 96  | (en)   |
| 28 février  | Muhammad Imara          | Drapeau de l'Égypte                                   | Penseur égyptien.                                                                                | 89  | (en)   |
| 28 février  | Guennadi Kouzmine       | Drapeau de l'Ukraine                                  | Joueur d'échecs soviétique puis ukrainien.                                                       | 74  | (ru)   |
| 28 février  | Teresa Machado          | Drapeau du Portugal                                   | Athlète spécialiste du lancer du poids et du lancer du disque portugaise.                        | 50  |        |
| 28 février  | Stig-Göran Myntti       | Drapeau de la Finlande                                | Footballeur et joueur de bandy finlandais.                                                       | 94  | (fi)   |
| 28 février  | Balbir Singh            | Drapeau de l'Inde                                     | Joueur indien de hockey sur gazon, médaillé de bronze aux Jeux olympiques d'été de 1968.         | 77  | (en)   |
| 29 février  | Gérard Arseguel         | Drapeau de la France                                  | Poète français.                                                                                  | 82  |        |
| 29 février  | Vito Kapo               | Drapeau de l'Albanie                                  | Femme politique albanaise.                                                                       | 97  | (sq)   |
| 29 février  | Dieter Laser            | Drapeau de l'Allemagne                                | Acteur allemand.                                                                                 | 78  |        |
| 29 février  | Arnaud Marquesuzaa      | Drapeau de la France                                  | Joueur français de rugby à XV.                                                                   | 85  |        |
| 29 février  | Odile Pierre            | Drapeau de la France                                  | Organiste et compositrice française.                                                             | 87  |        |
| 29 février  | Éva Székely             | Drapeau de la Hongrie                                 | Nageuse hongroise, championne olympique et médaillée d'argent aux Jeux olympiques d'été de 1952. | 92  |        |
| 29 février  | Andreï Vedernikov       | Drapeau de la Russie                                  | Cycliste sur route soviétique puis russe.                                                        | 60  | (ru)   |